# انچوراس
انچوراس (به اسپانیایی: Anchuras) یک شهرستان در اسپانیا است که در کاستیا-لامانچا واقع شده‌است.

## خصوصیات
انچوراس ۲۳۱٫۰۵ کیلومترمربع مساحت و ۳۷۲ نفر جمعیت دارد و ۵۶۰ متر بالاتر از سطح دریا واقع شده‌است.